# Paula Biskup
Paula Aneta Biskup (ur. 13 września 2006 w Turku) – polska piosenkarka, autorka tekstów piosenek i kompozytorka. Finalistka czternastej serii programu TVN Mam talent! (2022)

## Życiorys
Zgłosiła się do udziału w polskich preselekcjach do Eurowizji Junior 2018 z utworem „Wyliczanka”. Wzięła udział w programie Mam talent!, gdzie zdobyła Złoty Przycisk. W 2023 roku wydała debiutancką EP-kę pt. Fatalna dziewczyna. W tym samym roku jej utwór „Zapomniana bajka” znalazł się w soundtracku do filmu Akademia pana Kleksa. 15 marca 2024 wydała utwór „Nie szkodzi”, nagrany w duecie z Piotrem Odoszewskim. Singiel uzyskał status platynowej płyty. 20 sierpnia wystąpiła z utworem „Poszukam” w konkursie o Bursztynowego Słowika.

## Dyskografia

### Minialbumy
| Rok  | Dane dot. albumu                                                                                        |
| ---- | --- |
| 2023 | Fatalna dziewczyna - Data: 27 października 2023 - Wydawca: Magic Records - Format: LP, digital download |
| 2024 | Pośród snów - Data: 12 lipca 2024 - Wydawca: Magic Records - Format: digital download                   |
| 2024 | Wachlarz wad - Data: 16 sierpnia 2024 - Wydawca: Magic Records - Format: digital download               |
| 2024 | Tylko lepiej - Data: 20 września 2024 - Wydawca: Magic Records - Format: digital download               |
| 2024 | Unikając odpowiedzi - Data: 31 października 2024 - Wydawca: Magic Records - Format: digital download    |
| 2024 | W domu - Data: 6 grudnia 2024 - Wydawca: Magic Records - Format: digital download                       |

### Single
- 2018: „Wyliczanka”
- 2019: „Bez pośpiechu”, „To Co Tańczy w Nas”
- 2022: „To Tylko Ja”, „Gorszy Stan”, „Dla Ciebie”
- 2023: „Terapia”, „Kruche Serce”, „Dzisiaj Nie Tańczę”, „Pora Się Nauczyć Żyć”, „Pusty Dom”, „Balbalbal”, „Walczyk”, „Francuska 8”, „Luz - Blues SP”, „Fatalna Dziewczyna”
- 2024: „Do Księżyca”, „Najdłuższy Dzień w Tym Roku”, „Nie szkodzi” (oraz Piotr Odoszewski), „Nie szkodzi (Live Session)”, „Na Własność”, „Gra Gra Gra”.